# Gremi de Fabricants de Sabadell
Gremi de Fabricants de Sabadell és l'entitat patronal de la indústria tèxtil llanera sabadellenca. D'origen medieval, el seu l’objectiu és la defensa dels interessos de la indústria tèxtil de la zona i el desenvolupament econòmic i social de la seva àrea d'actuació. És una institució de més de 450 anys que ha tingut notable influència política, social i econòmica a la ciutat de Sabadell fins al final dels anys seixanta del segle xx.

## Aproximació històrica[2]
Té l’origen en l’antic Gremi de Paraires de Sabadell, constituït l’any 1559. El 1565 aixecà uns estricadors per a l’assecatge de les peces, i el 1581 un rentador. Fundà la Confraria de Sant Roc i Sant Sebastià a la capella de l’Hospital (1566). El 1732 obtingué noves ordinacions. Amb les disposicions de llibertat de treball de les Corts de Cadis, tingué un llarg període de crisi, que tanmateix superà. El 1863 el Gremi fundà l'Institut Industrial de Sabadell per a la realització de la política proteccionista, que organitzarà uns cursos d’ensenyament industrial, econòmic i mercantil (1863-65), a càrrec d'Agustí Rius i Borrell. El 1864 inicià la publicació del periòdic El Eco del Vallés. Les activitats de l'Institut cessaren el 1872.

### La construcció d'una patronal moderna[3]
El procés de formació d'una organització empresarial moderna va ser llarg i complex. Després del fracàs de diversos intents, l'estructura del vell gremi va servir en 1879 de plataforma per a la fundació d'una entitat corporativa de nou encuny, que reivindicava, no obstant tant això, la seva continuïtat respecte al passat. La nova corporació va actuar com a patronal, alhora que va participar activament en els debats aranzelaris, va impulsar institucions i empreses col·lectives per al subministrament de béns públics i exercir de classe dirigent, amb un paper central en el poder municipal. Així creà la Unió Llanera Espanyola (1881), La Invalidesa i Foment de la Indústria (1883). L’any 1881, un nombre important d’associats del Gremi crearan el Banc Sabadell que ubicaren als locals gremials. El 1886, amb Joan Sallarés i Pla de president, creà la Cambra Oficial de Comerç i Indústria de Sabadell, entitat que s'independitzarà el 1912, i la Unió Industrial (1899). El 1902, conjuntament amb l'Acadèmia de Belles Arts de Sabadell, promogué l'Escola Industrial d’Arts i Oficis. L’any 1908 crea el Condicionament Públic Municipal i el Laboratori Químic i el 1918 els Docks o grans magatzems per al dipòsit de les partides de llana i primeres matèries tèxtils, els quals es fusionaren i adquiriren caràcter oficial, el 1919. Anteriorment, el 1917, s'hi havia fundat la Mútua Sabadellenca d’Accidents del Treball (SAT).
L'etapa de 1914 a 1939, s'inicia amb la introducció de l'electricitat que va tenir un fort impacte sobre la reducció de costos de la indústria llanera de Sabadell. Tanmateix, la modernització de la indústria va ser més modesta en altres aspectes i el seu creixement va ser més quantitatiu que qualitatiu. Amb la Primera Guerra Mundial s'assistirà a l'auge de la indústria i de la producció, però va ser temporal atès que es va tornar a replegar-se en el mercat interior i la protecció va augmentar amb l'aranzel de 1921. El Gremi de Fabricants va defensar els interessos empresarials en el context del sistema industrial descrit. Els seus eixos principals d'actuació van ser: la defensa del mercat interior, la provisió de serveis i infraestructures per al conjunt de la indústria i la defensa dels interessos patronals en matèria de relacions laborals.
En aquest últim terreny, el Gremi va combinar el desplegament de mesures socials paternalistes amb la decidida oposició a moltes de les iniciatives governamentals en matèria social, especialment durant la Segona República, i amb el recurs a la repressió en els moments de màxima conflictivitat.

### Guerra Civil[5]
El fracàs del Cop d'estat de 1936 i l'inici de la Guerra Civil va propiciar el procés revolucionari. Cal destacar especialment l'evolució de la indústria durant la guerra civil, marcada per la fugida o absència de gran part dels empresaris, les col·lectivitzacions i el control obrer, en un context de dràstica caiguda de la producció i concentració en les vendes a l'exèrcit.

### Trajectòria durant elfranquisme[6]
Amb la victòria l'exèrcit franquista i la instauració del nou règim els fabricants van recuperar les seves empreses però la política econòmica de primar l'autarquia va alterar el funcionament de la indústria. El sistema de quotes, les restriccions elèctriques i la manca de matèries primeres van ser els principals colls d'ampolla per al desenvolupament industrial. Per altra part la instauració del nou règim nacional-sindicalista el GFS, la institució patronal, passà un dels moments críticsatès que va estar a punt de desaparèixer tal com hi havia succeït amb les institucions de la patronal cotonera. No obstantles relacions (molts empresaris havien suport i recolzat al nou règim)i la seva capacitat de pressió a Madrid (Pere Gual i Villalbí, Josep Maria Marcet i Coll, etc.) van permetre GFS conservar la personalitat i el patrimoni amb la condició d'esdevenir un "Servicio Sindical" dins l'Organització Sindical Espanyola (OSE). D'aquesta manera va mantenir plenament les funcions patronals del sector llaner, tot i que adaptades a la nova legislació vigent. Actuant de forma mancomunada amb l'Institut Industrial de Terrassa van tenir en els primers anys de la dècada dels quaranta la protecció del “terrassenc “ ministre d'Indústria i Comerç Demetrio Carceller Segura. A principis del quaranta ambdós patronals creen l'"Agrupación General de la Industria Lanera Sociedad Anónima" (AGILESA) -organisme autònom creat en la postguerra al servei dels industrials llaners.
El 1955, i seguint el model del Servicio Comercial de la Industria Textil Algodonera, es va crear dins l'OSE, el Servicio Comercial de la Industria Textil Lanera (SCITL) en substitució d'AGILESA). El SCITL va quedar a les mans de l'Institut Industrial de Terrassa, mentre que la "Sección Económica del Sindicato Nacional Textil-sector llaner-" va restar sota control del Gremi de Fabricants de Sabadell. Així, les dues entitats vallesanes es van repartir les àrees d'influència significatives en el sector llaner espanyol. Al llarg d'aquests anys els presidents del GFS -a partir de 1955 alhora presidents de la Secció Econòmica del SNT-Sector Llana- van ser: Manuel Gorina i Ramírez, Manuel Buxeda Garí Montllor, Gabriel Cirera i Pons, Joan Borràs i Ponsa, Josep Maria Marcet i Coll, Manuel Corominas i Vila, Josep Casas i Cunill, Joaquim Garriga i Brutau, Rafael Soler i Nogués i Josep M. Garcia i Planas.
Els anys seixanta el Gremi viurà un fort increment de la producció industrial. La indústria llanera va ser objecte de la política industrial del règim especialment amb els Plans Generals d'Ordenació del sector.
La sintonia amb les altes instàncies de l'Estat després de l'entrada dels "tecnòcrates" en els governs de Franco, portarà el Gremi a gaudir de gran influència i va desplegar una important activitat centrada en aspectes tan diversos com la gestió dels plans sobre la indústria, la distribució d'impostos, l'atenció als temes aranzelaris, la participació en les conferències llaneres internacionals, la modernització d'equipaments col·lectius, la promoció de la moda, el finançament d'habitatge i d'institucions formatives, i l'atenció a les qüestions laborals. Així el GFS serà bressol d'una sèried'entitats i organismes associats per exemple en 1947 crearà per a la formació dels fills dels associats, futurs empresaris,l’Institut Sallarés i Pla d’Estudis Tècnics, Econòmics i Socials. També, COVIPSA (Constructora de la Vivienda Popular SA) (1956) i, conjuntament amb altres organismes, l’Escola de Disseny Tèxtil (1966). Per mitjà del Patronat d’Acció Ciutadana de la Indústria, amb la col·laboració d'altres entitats locals, patrocinarà la creació d’escoles primàries als suburbis, l’Escola de Formació Social de Sabadell-Terrassa (1957-74), l’Escola de Secretariat del CICF (avui CIC) (1959), l’Escola Santa Gemma per a nens discapacitats (1963) i el Centre de Formació Professional Femenina (1965).

### L'etapa democràtica[9]
Amb l'arribada de la democràcia el 1977 el GFS recuperà oficialment la seva personalitat plena com a patronal, que de fet mai havia perdut, malgrat està integrada a la OSE. El 1977 serà la primera organització patronal de l’Estat espanyol en ésser admesa dins una associació comunitària, Interlaine, que agrupa el conjunt de la indústria llanera de la CEE. També el 1977 fou soci fundador d’Intertextil, organització unitària de la indústria tèxtil de l’Estat espanyol. Però, per al Gremi de Fabricants serà un període marcat pel declivi de la indústria, la fide
la ciutat fàbrica i la conversió de Sabadell en una ciutat de serveis. Durant la segona
meitat de la dècada de 1970 la producció industrial llanera de Sabadell va caure dràsticament,
i va augmentar l'atur en el sector. En el context de la transició i de la redefinició de les relacions entre capital i treball, La crisi industrial va generar gran conflictivitat, tot i la voluntat de pacte dels líders sindicals locals i l'interès compartit en assegurar el futur de la indústria llanera. Les estratègies empresarials davant la crisi van ser dos. A/ Mantenir la tradicional unitat entre fabricació i comercialització millorar la maquinària i van incrementar la productivitat, alhora que practicaven dràstiques reduccions de plantilla.i b/ Moltes empreses es van convertir en comercials, utilitzant per a la producció xarxes de treball dispers, que actuaven generalment en un entorn d'economia submergida (treball extern, més barat, i l'evasió fiscal).
L'impacte inicialment positiu de l'entrada a la CEE va durar poc, ja que l'augment de les importacions va posar en una difícil situació a la indústria des de finals dels vuitanta, i que es va agreujar a inicis dels anys noranta per les importacions dels països emergents. En els primers anys del segle xxi l'ocupació tèxtil va disminuir sensiblement a Sabadell i el seu entorn, i les empreses supervivents han derivat cap a activitats centrades en la innovació del producte i el disseny.

### Reflexió sobre la trajectòria[9]
El Gremi de Fabricants de Sabadell fou, a més enllà del seu objectiu principal de defensar els interessos de la patronal llanera, amb el Banc de Sabadell, la Cambra de Comerç i Indústria de Sabadell i altres institucions de la societat civil com l'Acadèmia Catòlica de Sabadell (Dr.Lluís Carreras) l'Escola de Belles Arts de Sabadell, etc. el centre d'influència i relacions de la burgesia local, i destacà com l'entitat més influent a Sabadell des del final de la Guerra Civil fins a la darreria dels anys seixanta, quan la diversificació econòmica i les transformacions socials provocaren que el seu protagonisme en les relacions socials i institucionals disminuís. És ben significatiu que fins als anys seixanta els alcaldes franquistes de la ciutat estiguessin vinculats a l'entitat.

## El Gremi Fabricants de Sabadell avui
En el marc del segle XXI el Gremi es defineix com“una associació empresarial l’objectiu de la qual és la defensa dels interessos de la indústria tèxtil de la zona i el desenvolupament econòmic i social de la seva àrea d'actuació. Al mateix temps, el Gremi de Fabricants desenvolupa una important labor de promoció i ajuda a les empreses mitjançant serveis d'assessorament, informació i promoció. Amb aquesta finalitat, el Gremi de Fabricants agrupa empreses tèxtils, sobretot de la demarcació, i a través de la "Federación Nacional de la Industria Lanera", lidera les tasques corporatives d'àmbit estatal del sector llaner i participa directament en les activitats de l'organització patronal "Consell Intertextil Español”.
A més d'actuar com patronal, el GFS ha desenvolupat dos instruments per portar a terme els seus objectius:
L’Institut Sallarès i Pla d’Estudis Tècnics, Econòmics i Socials 
Neix l'any 1947 com a entitat aglutinadora dels joves empresaris tèxtils del Gremi de Fabricants de Sabadell. Amb més de cinquanta anys d'història, l'Institut és una institució emblemàtica en el món econòmic i empresarial de Sabadell, i va ser la primera associació de joves empresaris creada en l'Estat espanyol.-
 La Fundació Gremi Fabricants de Sabadell: 
La Fundació Privada Gremi de Fabricants de Sabadell, constituïda l’any 2000 per iniciativa del Gremi de Fabricants de Sabadell, té com a missió la potenciació de la indústria en general i del sector tèxtil en particular, i a la vegada col·laborar i incentivar el desenvolupament del món econòmic, social, cultural, científic i formatiu.
D’acord amb aquests objectius la Fundació programa, potencia i participa en activitats adreçades a millorar la competitivitat, potenciar la reindustrialització del país i fomentar la generació d’ocupació.

## Patrimoni
La seu del Gremi de Fabricants de Sabadell està situada carrer Sant Quirze, 30 al centre de Sabadell. És un edifici catalogat construït l'any 1883 per Narcís Nonell Sala, Eng. i B. Bracons. És un edifici neoclàssic, retirat de l'alineació i separat de les mitgeres situat en el nucli antic. Fou també l'antiga seu del Banc de Sabadell, reformat per J. Ferres. L'any 1954 G. Bracons hi afegí l'atri i reformà la planta baixa. A l'interior s'hi troben pintures del martiri de Sant Sebastià del pintor Vila Arrufat, i un pas de Setmana Santa de Camil Fàbregas.
Alguns del elements més destacables de l’edifici del Gremi de Fabricants són la façana principal i les dependències del primer pis: la sala de juntes, la sala d’actes, amb el tapís Salomó i la Reina de Saba, i la sala de la presidència. En aquesta sala està exposada  bandera gremial de l’any 1957, feta amb seda natural i coronada amb una obra de l’orfebre Serrahima. S'hi aprecien, en diferents lloc de l'edifici, diferents obres barroques i impressionistes de varis autors o anònims.